# Primavera Política
Primavera Política (grec: Πολιτική Άνοιξη, Politiki Anixi) fou un partit polític grec de caràcter conservador fundat el juny de 1993 per Andonis Samaràs, ministre d'afers exteriors grec que abandonà el seu partit Nova Democràcia a causa del seu desacord amb la qüestió macedònia.
Es presentà per primer cop a les eleccions legislatives gregues de 1993 i va obtenir el 4,9% dels vots i 10 escons al Parlament Hel·lènic. Alhora, va obtenir el 8,7% dels vots i dos escons a les eleccions europees de 1994. Tanmateix, va decaure immediatament i a les eleccions legislatives gregues de 1996 només va obtenir el 2,94%, per dessota del 3% necessari per a obtenir representació parlamentària. A les eleccions europees de 1999 només va obtenir el 2,3% i també va perdre la representació. A les eleccions de 2000 no es va presentar i va decidir donar suport Nova Democràcia, al qual va retornar Samaràs a les eleccions legislatives gregues de 2004.

## Resultats electorals

### Eleccions Legislatives
| Any  | Líder                              | Vots                               | %                                  | Escons                             | +/-                                | Govern                             |
| ---- | ---------------------------------- | ---------------------------------- | ---------------------------------- | ---------------------------------- | ---------------------------------- | ---------------------------------- |
| 1993 | Antoni Samaràs                     | 336.460                            | 4,88                               | 10 / 300                           | Nou                                | Oposició                           |
| 1996 | Antoni Samaràs                     | 199.463                            | 2,94                               | 0 / 300                            | 10                                 | Extraparlamentari                  |
| 2000 | No van participar                  | No van participar                  | No van participar                  | No van participar                  | No van participar                  | No van participar                  |
| 2004 | Van donar suport a Nova Democràcia | Van donar suport a Nova Democràcia | Van donar suport a Nova Democràcia | Van donar suport a Nova Democràcia | Van donar suport a Nova Democràcia | Van donar suport a Nova Democràcia |

### Eleccions europees
| Any  | Líder          | Vots    | %    | Escons | +/- | Grup |
| ---- | -------------- | ------- | ---- | ------ | --- | ---- |
| 1994 | Antoni Samaràs | 564.778 | 8,65 | 2 / 25 | Nou | EDA  |
| 1999 | Antoni Samaràs | 146.512 | 2,28 | 0 / 25 | 2   | -    |